# U-501 (tàu ngầm Đức)
U-501 là một tàu ngầm tấn công  Lớp Type IX thuộc phân lớp Type IXC được Hải quân Đức Quốc Xã chế tạo trong Chiến tranh Thế giới thứ hai. Nhập biên chế năm 1941, nó chỉ thực hiện được một chuyến tuần tra duy nhất và đánh chìm được một tàu buôn tải trọng 2.000 GRT. U-501 bị các tàu corvette HMCS Chambly và HMCS Moose Jaw của Hải quân Hoàng gia Canada đánh chìm trong eo biển Đan Mạch vào ngày 10 tháng 9, 1941.

## Thiết kế và chế tạo

### Thiết kế
Thiết kế của tàu ngầm Type IXC có kích thước hơi nhỉnh hơn so với phân lớp Type IXB dẫn trước. Chúng có trọng lượng choán nước 1.120 t (1.100 tấn Anh) khi nổi và 1.232 t (1.213 tấn Anh) khi lặn. Con tàu có chiều dài chung 76,76 m (251 ft 10 in), lớp vỏ trong chịu áp lực dài 58,75 m (192 ft 9 in), mạn tàu rộng 6,76 m (22 ft 2 in), chiều cao 9,60 m (31 ft 6 in) và mớn nước 4,70 m (15 ft 5 in).
Chúng trang bị hai động cơ diesel MAN M 9 V 40/46 siêu tăng áp 9-xy lanh 4 thì, tổng công suất 4.400 PS (3.200 kW; 4.300 bhp), dẫn động hai trục chân vịt đường kính 1,92 m (6,3 ft), cho phép đạt tốc độ tối đa 18,3 kn (33,9 km/h), và tầm hoạt động tối đa 13.450 nmi (24.910 km) khi đi tốc độ đường trường 10 kn (19 km/h). Khi đi ngầm dưới nước, chúng sử dụng hai động cơ/máy phát điện Siemens-Schuckert 2 GU 345/34 tổng công suất 1.000 PS (740 kW; 990 shp). Tốc độ tối đa khi lặn là 7,3 kn (13,5 km/h), và tầm hoạt động 63 nmi (117 km) ở tốc độ 4 kn (7,4 km/h). Con tàu có khả năng lặn sâu đến 230 m (750 ft).
Vũ khí trang bị có sáu ống phóng ngư lôi 53,3 cm (21 in), bao gồm bốn ống trước mũi và hai ống phía đuôi, và mang theo tổng cộng 22 quả ngư lôi 53,3 cm (21 in). Tàu ngầm Type IX trang bị một hải pháo 10,5 cm (4,1 in) SK C/32 với 110 quả đạn, một pháo phòng không 3,7 cm (1,5 in) SK C/30 và hai pháo phòng không 2 cm (0,79 in) C/30. Thủy thủ đoàn bao gồm 4 sĩ quan và 44 thủy thủ.

### Chế tạo
U-501 được đặt hàng vào ngày 25 tháng 9, 1939, và được đặt lườn tại xưởng tàu Deutsche Werft ở Hamburg vào ngày 12 tháng 2, 1940. Nó được hạ thủy vào ngày 25 tháng 1, 1941, và nhập biên chế cùng Hải quân Đức Quốc Xã vào ngày 30 tháng 4, 1941 dưới quyền chỉ huy của Hạm trưởng, Thiếu tá Hải quân Hugo Förster.

## Lịch sử hoạt động
Sau khi hoàn tất việc chạy thử máy và huấn luyện trong thành phần Chi hạm đội U-boat 2, U-501 tiếp tục phục vụ cùng đơn vị này để hoạt động trên tuyến đầu cho đến khi bị mất.
Sau khi di chuyển từ cảng Kiel, Đức đến các cảng Horten rồi đến Trondheim cùng thuộc Na Uy trong tháng 7, 1941, U-501 khởi hành từ đây vào ngày 7 tháng 8 cho chuyến tuần tra duy nhất trong chiến tranh. Nó băng qua khe GI-UK giữa Iceland và quần đảo Faroe để vòng qua quần đảo Anh và hoạt động tại vùng biển Bắc Đại Tây Dương về phía Tây Nam Iceland. Vào ngày 5 tháng 9, chiếc tàu ngầm đã đánh chìm chiếc tàu buôn Na Uy Einvik 2.000 GRT, vốn bị rơi lại phía sau Đoàn tàu SC-41, bằng ngư lôi và hải pháo ở vị trí khoảng 450 nmi (830 km) về phía Tây Nam Iceland.
Năm ngày sau đó 10 tháng 9, U-501 đang tham gia tấn công trong đội hình bầy sói Markgraf nhắm vào Đoàn tàu SC-42 trong eo biển Đan Mạch về phía Nam Tasiilaq, Greenland, khi nó bị tàu corvette HMCS Chambly của Hải quân Hoàng gia Canada phát hiện qua sonar. Mìn sâu do Chambly thả xuống đã gây hư hại chiếc U-boat, và Thiếu tá Hugo Förster hạm trưởng của U-501 quyết định đánh đắm tàu. Trên mặt biển, tàu corvette Canada HMCS Moose Jaw nhìn thấy U-501 nên đã cơ động để tìm cách húc đối thủ, nhưng chiếc U-boat đổi hướng để né tránh và hai con tàu chạy song song sát cạnh nhau. Đúng lúc này Thiếu tá Förster quyết định đầu hàng và nhảy sang sàn tàu Moose Jaw. Hạm phó của U-501 tiếp tục chỉ huy việc đánh đắm tàu.
Sau khi Moose Jaw tách ra xa, một đội đổ bộ chín người của Chambly tìm cách xâm nhập vào bên trong U-501 để tịch thu các tài liệu mật, nhưng chiếc tàu ngầm bắt đầu chìm nhanh chóng tại tọa độ 62°50′B 37°50′T / 62,833°B 37,833°T, khiến một thủy thủ Canada và mười một thủy thủ Đức thiệt mạng; 35 thành viên còn lại của U-501 được cứu vớt và bị bắt làm tù binh chiến tranh. U-501 là tàu ngầm U-boat đầu tiên bị Hải quân Hoàng gia Canada tiêu diệt trong cuộc xung đột.
Thiếu tá Förster được hồi hương về Đức năm 1945 trong một đợt trao đổi tù binh. Ông tự tử sau đó, một phần do những phê phán từ các cựu chỉ huy U-boat khác.

### "Bầy sói" tham gia
U-501 từng tham gia hai bầy sói:
- Grönland (10 – 27 tháng 8, 1941)
- Markgraf (27 tháng 8 – 10 tháng 9, 1941)

### Tóm tắt chiến công
U-501 đã đánh chìm được một tàu buôn tải trọng 2.000 GRT:
| Ngày            | Tên tàu | Quốc tịch | Tải trọng | Số phận      |
| --------------- | ------- | --------- | --------- | ------------ |
| 5 tháng 9, 1941 | Einvik  | Norway    | 2.000     | Bị đánh chìm |